# IPhone 7
iPhone 7 – smartfon zaprojektowany i sprzedawany przez firmę Apple. Został zaprezentowany 7 września 2016 roku wraz z iPhonem 7 Plus, podczas konferencji Apple w San Francisco. Jego sprzedaż rozpoczęła się 16 września 2016 roku. Polska premiera miała miejsce 23 września 2016 roku. Smartfon jest następcą iPhone'a 6s i 6s Plus.

## Specyfikacje
iPhone 7 dostępny jest w czterech wariantach kolorystycznych: różowym złocie, złotym, srebrnym i czarnym oraz dwóch wersjach pojemności: 32 GB i 128 GB. Jest odporny na wodę, zachlapania oraz pył (klasa IP67 zgodnie z normą IEC 60529 (maksymalna głębokość 1 m do 30 minut)). Posiada czip A10 Fusion oraz czytnik linii papilarnych w przycisku „Początek” (Touch ID). Posiada aplikację „Wallet”, dzięki której można dodać kartę kredytową i płacić nią w sklepach. Posiada kartę Nano-SIM.
Co ciekawe, ten model iPhone'a nie posiada portu minijack (portu służącego do podłączania słuchawek), co wymusza wykorzystywanie słuchawek bezprzewodowych.

## Wyświetlacz
- Wyświetlacz Retina HD,
- Panoramiczny wyświetlacz LCD Multi-Touch o przekątnej 4,7 cala, wykonany w technologii IPS,
- Rozdzielczość 1334 na 750 pikseli przy 326 pikselach na cal,
- Kontrast 1400:1 (typowo),
- Wyświetlacz z szeroką gamą kolorów (P3),
- Jasność maks. 625 cd/m2 (typowo),
- Piksele dual-domain zapewniające widoczność pod szerszym kątem,
- Powłoka oleofobowa odporna na odciski palców,
- Jednoczesne wyświetlanie informacji w wielu językach i zestawach znaków,
- Zoom ekranu,
- Łatwy dostęp[4].

## Aparat
- Aparat 12 MP,
- Światło przysłony ƒ/1,8,
- Maks. 5-krotny zoom cyfrowy,
- Optyczna stabilizacja obrazu,
- Sześcioelementowy obiektyw,
- Flesz True Tone z 4 diodami LED,
- Panorama (do 63 MP),
- Osłona obiektywu ze szkła szafirowego,
- Matryca BSI,
- Hybrydowy filtr IR,
- Autofokus z funkcją Focus Pixels,
- Ustawianie ostrości stuknięciem z funkcją Focus Pixels,
- Live Photo ze stabilizacją obrazu,
- Szeroka gama kolorów na zdjęciach i Live Photo,
- Udoskonalone lokalne mapowanie tonalne,
- Kontrola ekspozycji,
- Tryb HDR dla zdjęć,
- Automatyczna stabilizacja obrazu,
- Tryb zdjęć seryjnych,
- Tryb samowyzwalacza,
- Dodawanie geoznaczników do zdjęć,
- Zapisywane formaty zdjęć: HEIF i JPEG[4].

## Nagrywanie wideo
- Nagrywanie wideo 4K z częstością 30 kl./s,
- Nagrywanie wideo HD 1080p z częstością 30 kl./s lub 60 kl./s,
- Nagrywanie wideo HD 720p z częstością 30 kl./s,
- Optyczna stabilizacja obrazu podczas nagrywania wideo,
- Flesz True Tone z 4 diodami LED,
- Wideo w zwolnionym tempie w jakości 1080p z częstością 120 kl./s i w jakości 720p z częstością 240 kl./s,
- Wideo poklatkowe ze stabilizacją obrazu,
- Filmowa stabilizacja obrazu wideo (1080p i 720p),
- Wideo z ciągłym autofokusem (autoskupieniem aparatu na danym przedmiocie),
- Robienie zdjęć 8 MP podczas nagrywania wideo 4K,
- Powiększanie obrazu podczas odtwarzania,
- Dodawanie geoznaczników do wideo,
- Rejestrowane formaty wideo: HEVC i H.264[4].

## Aparat FaceTime HD
- Aparat 7 MP,
- Nagrywanie wideo HD 1080p,
- Retina Flash,
- Światło przysłony ƒ/2,2,
- Szeroka gama kolorów na zdjęciach i Live Photo,
- Tryb HDR dla zdjęć,
- Matryca BSI,
- Automatyczna stabilizacja obrazu,
- Tryb zdjęć seryjnych,
- Kontrola ekspozycji,
- Tryb samowyzwalacza.

## Lokalizacja
- Assisted GPS, GLONASS, Galileo i QZSS,
- Kompas cyfrowy,
- Wi‑Fi,
- sieć komórkowa,
- Mikrolokalizacja iBeacon.

## Rozmowy wideo i audio
- Wideorozmowy FaceTime w sieciach Wi‑Fi lub komórkowych,
- Audio FaceTime,
- Voice over LTE (VoLTE),
- Rozmowy telefoniczne przez Wi‑Fi.

## Odtwarzanie dźwięku
- Obsługiwane formaty audio: AAC-LC, HE-AAC, HE-AAC v2, Protected AAC, MP3, Linear PCM, Apple Lossless, FLAC, Dolby Digital (AC-3), Dolby Digital Plus (E-AC-3), Audible (formaty 2, 3 i 4, Audible Enhanced Audio, AAX i AAX+),
- Użytkownik może skonfigurować maksymalny poziom głośności.

## Odtwarzanie wideo
- Obsługiwane formaty wideo: HEVC, H.264, MPEG-4 część 2 i Motion JPEG,
- Klonowanie AirPlay i przesyłanie zdjęć oraz wideo do urządzenia Apple TV (2. lub nowszej generacji),
- Klonowanie wideo i wyjście wideo: maksymalnie 1080p przez przejściówkę ze złącza Lightning na cyfrowe AV lub przejściówkę ze złącza Lightning na VGA.

## Czujniki
- Czytnik linii papilarnych Touch ID

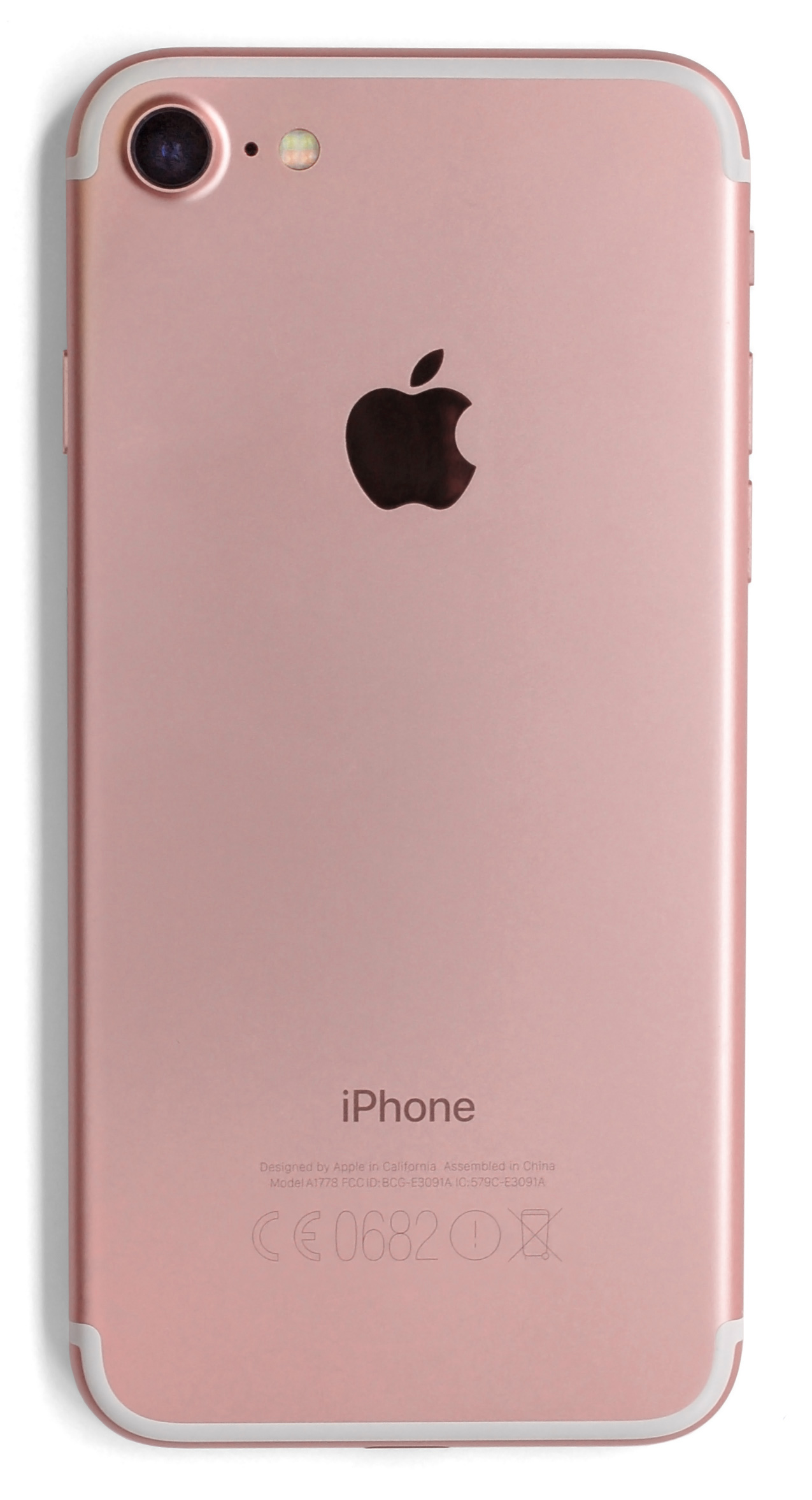
iPhone 7

- Barometr
- Żyroskop trójosiowy
- Przyspieszeniomierz
- Czujnik zbliżeniowy
- Czujnik oświetlenia zewnętrznego[4]